# Mu ze Sü
Vévodkyně Mu ze Sü (čínsky: 許穆夫人; pchin-jin: Xǔ Mù Fūrén; aktivní v 7. století př. n. l.) byla princezna státu Wej, která se provdala za vévodu Mu ze Sü (許穆公; Sü Mu Kung), vládce státu Sü. Je považována za první zaznamenanou básnířku v čínské historii.

## Život
Princezna státu Wej z klanu Ťi byla dcerou Wana, hraběte Čao z Wej (syna vévody Suana z Wej), a jeho manželky Suan Ťiang, dcery vévody Si z Čchi. Suan Ťiang byla sestrou Wen Ťiang a obě sestry byly proslulé svou krásou. Provdala se za vévodu Mu ze Sü a stala se známou jako vévodkyně ze Sü.
Když byl stát Wej v roce 660 př. n. l. napaden barbary ze Severního T', pokusila se vrátit do své rodné země a cestou žádat o pomoc další státy. Dvořané ze Sü ji však dostihli a donutili vrátit se zpět do Sü. Přesto se jí podařilo získat podporu – Wej z krize zachránil stát Čchi. Lidé z Wej si ji pamatovali za to, že přivážela zásoby, získala vojenskou pomoc a pomohla obnovit stát.
Podle Cuo čuan složila báseň „Řítící se vůz“ (載馳; Caj-čchi), v níž vyjádřila hluboké obavy o svůj rodný stát Wej, ohrožený kmenem T'. Báseň je součástí Knihy písní. Další dvě básně ve sbírce – „Bambusová tyč“ (竹竿) a „Pramen“ (泉水) – jsou jí také připisovány, i když není jisté, zda všechny tři skutečně napsala ona.